# Vó Mera
Domerina Nicolau da Silva (Alagoinhas, 24 de dezembro de 1934), mais conhecida pelo nome artístico de Vó Mera, é cantora e compositora, sendo reconhecida como mestre cirandeira. Em 2018, foi agraciada com a Ordem do Mérito Cultural, na classe Comendador.

## Biografia
Oriunda de uma família de agricultores, desde criança Vó Mera, como ficou popularmente conhecida, demonstrava interesse em atividades culturais, participando do primeiro coco de roda ainda em Alagoinhas, sua cidade natal. Aos 18 anos, mudou-se para João Pessoa. Ao longo de décadas, a artista leva sua musicalidade e dança a diversos estados do Brasil, nos quais se apresenta com composições próprias, tornando-se referência na divulgação do coco de roda.
Em 2016, fez uma participação especial na novela Velho Chico, da Rede Globo, interpretando uma parteira.
Em 2018, foi indicada pela Secretaria de Cultura da Paraíba para receber a Ordem do Mérito Cultural e condecorada. Lau Siqueira, secretário de Cultura na ocasião, justificou a indicação: "Vó Mera é uma forte referência na cultura popular paraibana, transitando do coco de roda até a ciranda com muito carisma e talento. Uma mestra que nos orgulha, cujo reconhecimento é inquestionável". No mesmo ano, a mestra lança o seu primeiro álbum, intitulado "Vó Mera e Seus Netinhos". O álbum tem 28 títulos, dos quais 20 são cocos de roda e sete são cirandas, e foi gravado com o apoio do Departamento de Comunicação e Turismo da UFPB.
Vó Mera também ganhou, do Governo da Paraíba, o título vitalício de "Mestre das Artes".

## Discografia
- 2008 - Vó Mera e Seus Netinhos